# 秋元才加
秋元才加（日語：秋元 才加，1988年7月26日—），日本女演員、歌手，千葉縣松戶市出身。秋元為知名女子偶像團體AKB48前成員，亦為AKB衍生子團體Chocolove from AKB48、DiVA前團員。經紀公司為FLAVE ENTERTAINMENT。

## 經歷

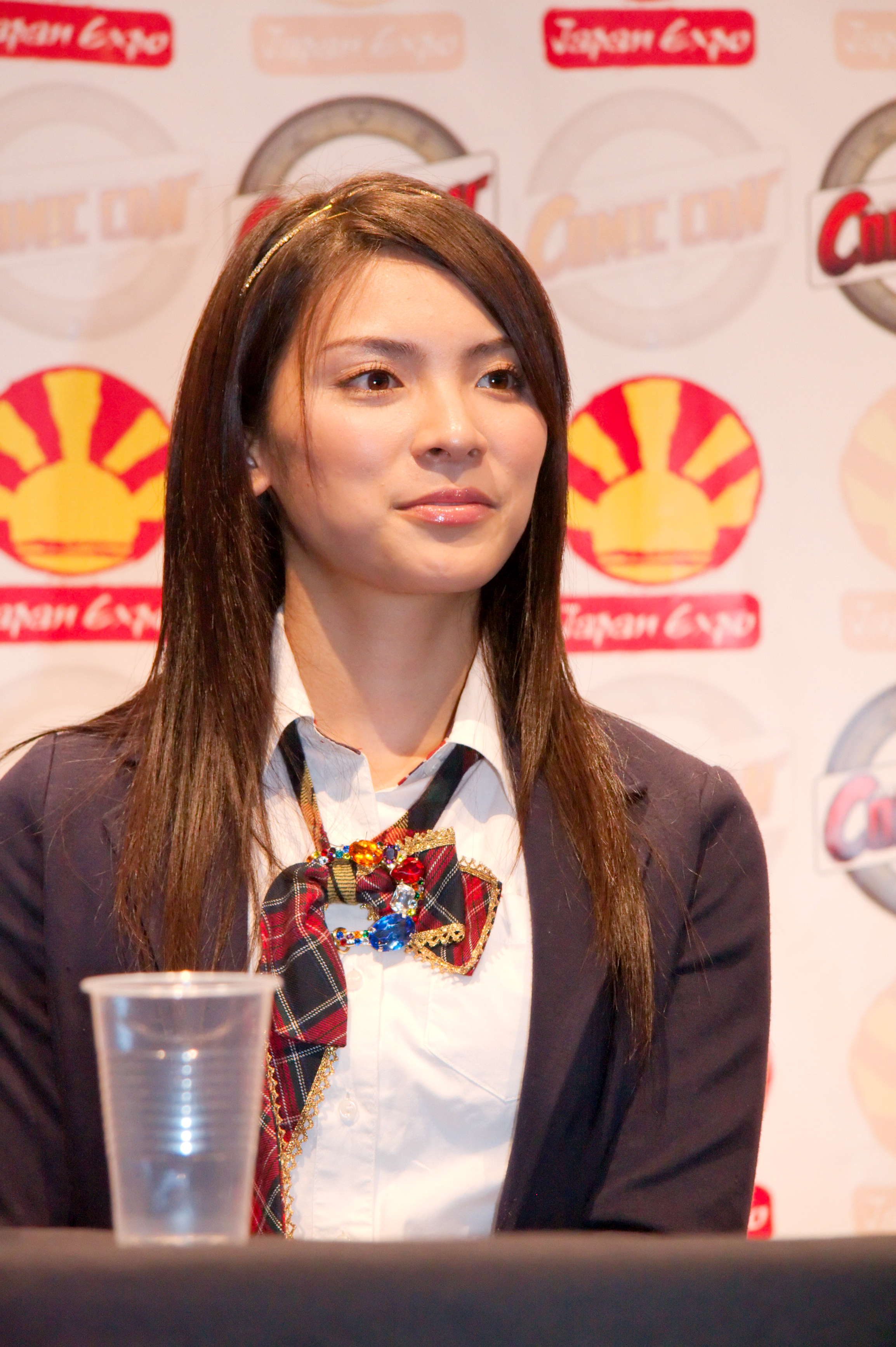
2009年，出席法國巴黎日本博覽會

秋元因求學時期想當藝人，因而自高中開始參與數個試鏡徵選。2006年2月26日，秋元報名參加「AKB48第二期追加成員」甄選並最終合格，成為Team K成員。同年4月1日，正式以Team K成員身分於AKB48劇場登台演出。翌年8月25日，與大島優子、前田敦子和小嶋陽菜演出第一部電影《傳染歌》。
2008年1月，與AKB團員宮澤佐江參演電視劇《成爲王子的正確方法》。2009年5月，演出電影《聖白百合騎士團》。7月8日，秋元於「AKB48第一屆總選舉」中為第12名選拔成員，成功獲得下一張單曲〈Maybe是藉口〉演唱機會。8月22日起，在「AKB104選拔成員組閣祭」中成為新任Team K隊長。
2010年1月8日，參演主要由AKB48成員擔綱的連續劇《馬路須加學園》，在劇中飾演「雕刻」。6月9日，「AKB48第二屆總選舉」中獲得第17名，成為下一張單曲〈無限重播〉的主要參與成員。10月15日，因八卦雜誌《週刊文春》的報導與廣井王子的緋聞而引起騷動，秋元主動在AKB的廣播節目《AKB48のオールナイトニッポン》中發表辭去Team K隊長。
2011年2月28日，參加「東京馬拉松2011」跑完全程，獲得總製作人秋元康支持，復職Team K隊長。5月18日，和團員宮澤佐江、梅田彩佳、增田有華組成AKB衍生團體「DiVA」，發行單曲〈月的裏側〉，並再度於「AKB48第三屆總選舉」中獲得第17名。9月20日，於「AKB48第24張單曲選拔猜拳大會」獲第5名。
2012年2月26日，秋元參加「東京馬拉松2012」，完成時間為5小時34分13秒，比前次縮短1小時以上。3月24日，與DiVA團員、小林香菜、佐藤堇和島田晴香一同演出電影《超人力霸王傳奇》。5月12日，開始將發展領域延伸至舞台劇，參演《ローマの休日》。6月6日，於「AKB48第四屆總選舉」中獲得第20名。8月24日，在東京巨蛋舉行的「AKB48 in TOKYO DOME ～1830m的夢想～」演唱會第一場，將Team K隊長之身分轉交給繼任的大島優子。
2013年4月7日，在個人部落格上宣布將畢業，並且亦不參加「AKB48第五屆總選舉」。7月7日，秋元舉行個人最後一場的握手會，並於8月11日和小林香菜一同到香港舉行握手會。8月22日，於東京巨蛋舉行畢業公演。8月28日，在出道地點AKB48劇場正式畢業。
秋元離團後，參演多部舞台劇和電影，發展重心為演員工作。2014年6月20日，擔任日本菲律賓觀光親善大使，其後於2015年6月2日，亦以特別嘉賓身分出席訪問日本的菲律賓總統貝尼格諾·艾奎諾之特別會議。
2015年，秋元共有三部電影上映，2月和11月分別有主演的《マンゴーと赤い車椅子》和《媚空 -ビクウ-》上映。
2020年6月20日，宣布與大五歲，曾跟宇多田光合作的人氣Rapper PUNPEE結婚。

## 人物

### 成長背景
- 身高166公分，混血兒。母親是菲律賓人，父親是日本人，有一個比自己小一歲且長相帥氣的弟弟，和弟弟感情很好。在家和母親溝通也都是用日文，所以並不會說他加祿語。母親幾乎只有發脾氣時才會說他加祿語，才加能聽懂的部分極為有限。
- 暱稱是Sayaka（さやか）和Saya（さぁや），但是前成員大島麻衣會叫她「オカロ（O KA RO，漢字「才加」拆開的擬片假名）」。外號是「蘭博」。

### 性格喜好
- 擅長科目是英語，在國外演出時常可以看到才加用英文發言（雖然其英文程度其實沒有很高），很擅長數理。
- 有極強正義感，在成員中有著會好好守護成員的形象，以誠待人的個性在成員之間相當有名。像男生一樣的性格，Team K的大堀惠手機掉進關東煮鍋子裡時，秋元最先衝上去從關東煮裡把手機拿出來[9]。
- 外形雖然很男性化但內心很女性化。雖然常被說帥氣，但更希望被說可愛。雖然被成員們一致認為是最團隊裡頭最強悍的保護者，卻希望自己也被保護，不喜歡自己的大手，覺得如果和男生牽手時若發現自己的手比男生的大，會很尷尬。不怕很多會嚇著女生的動物。若看見動物有難，會第一個上前搶救。
- 私下穿著幾乎無時尚感可言。這點無論是業界人士或團隊成員們都認同的事實，本人也不否認。
- 有嚴重懼高症。被要求在澳門旅遊塔挑戰高空彈跳而不斷哭泣，而且是在塔下看見有人在跳就已經開始在哭[10]。最大弱點是雲霄飛車、自由落體等與高度有關的絕叫遊樂設施。
- 尾崎豐的忠實歌迷，亦愛模仿尾崎豐。非常喜歡麥可·傑克森，家裡收集很多相關物品，訪問曾經說過小學五年級第一次看麥克的演唱會。

### AKB相關
- 自我介紹詞是「強壯的、高貴的、美麗的（強く、気高く、美しく）」。
- 領導者氣場很強，與Team K隊裡的大島優子和宮澤佐江擔任著領導工作。
- 運動神經極強，在AKB裡流傳著「才加為AKB最強成員」的說法。小學四年級起學習合氣道，取得二段資格，立定跳遠成績是兩公尺、能拿起重達78公斤的啞鈴，亦是全AKB唯一腹肌凸顯的成員。篠田麻里子表示，「才加是『我們家的筋肉擔當』。」
- 握手會上女粉絲的數量比其他AKB成員多。也常常會遇到歌迷想試握力或比腕力。
- 常和大島優子搭檔玩模仿。雖然模仿花樣沒有大島多，但模仿動物非常神似。在成員間廣為流傳的外號為「猩猩」，曾有因模仿猩猩時太逼真而把後輩成員嚇著的經驗。
- 在休息室有脫光衣服在全身鏡前面檢查身體的習慣。
- 公開表示有6個摯友，有4個是AKB48成員，其中包括大島優子、高橋南，和大島優子、宮澤佐江互稱「心友」[11]，與小林香菜關係亦好。秋元參與AKB48徵選時，當時座位旁即是大島優子，兩人因被編入Team K而成為好友。大島曾表示自己去開喉嚨手術時，Team K正舉行劇場公演，結束後才加發給她簡訊：「果然沒有優子還是不行的啊...」（やっば優子がいなきゃダメだ...）[12]。但常因臉皮薄不敢約其他成員出去。與同經紀公司也是Team K成員的宮澤佐江因身高被合稱為「雙塔」，秋元亦與宮澤的母親關係甚好。
- AKB48的歌曲中最喜歡〈僕の太陽〉。
- 在NHK紅白歌合戰時把兩大箱便當帶回家，理由是「丟掉太可惜」。家人用了兩個星期的時間才吃完全部便當。
- 在K5公演中擁有自己的獨唱曲，是繼K3公演的大島優子之後的第2人。

## 參加AKB48樂曲

### 單曲
|      | 發行日期       | 單曲名稱                            | 參與歌曲名稱                        | 名義               | 收錄於          | MV | 備註           |
| ---- | -------------- | ----------------------------------- | ----------------------------------- | ------------------ | --------------- | -- | -------------- |
| 01st | 2006年10月25日 | 好想見你                            | 好想見你                            |                    | 全版本          | ★  | A面曲 出道作品 |
| 02nd | 2007年01月31日 | 制服真礙事                          | 制服真礙事                          |                    | 全版本          | ★  | A面曲          |
| 02nd | 2007年01月31日 | 制服真礙事                          | Virgin love                         | Team K             | 全版本          |    |                |
| 03rd | 2007年04月18日 | 曾不屑一顧的愛情                    | 曾不屑一顧的愛情                    |                    | 全版本          | ★  | A面曲          |
| 04th | 2007年07月18日 | BINGO!                              | BINGO!                              |                    | 全版本          | ★  | A面曲          |
| 05th | 2007年08月08日 | 我的太陽                            | 我的太陽                            |                    | 全版本          | ★  | A面曲          |
| 05th | 2007年08月08日 | 我的太陽                            | 未來的果實                          |                    | 全版本          |    |                |
| 07th | 2008年01月23日 | 浪漫、不需要                        | 浪漫、不需要                        |                    | 全版本          | ★  | A面曲          |
| 08th | 2008年02月27日 | 櫻花花瓣2008                        | 櫻花花瓣2008                        |                    | 全版本          | ★  | A面曲          |
| 09th | 2008年06月13日 | Baby! Baby! Baby!                   | Baby! Baby! Baby!                   |                    | 全版本          | ★  | A面曲          |
| 09th | 2008年06月13日 | Baby! Baby! Baby!                   | 不要讓夢想死去                      |                    | Napster         |    |                |
| 10th | 2008年10月22日 | 大聲鑽石                            | 大聲鑽石                            |                    | 全版本          | ★  | A面曲          |
| 13th | 2009年08月26日 | Maybe是藉口                         | Maybe是藉口                         |                    | 全版本          | ★  | A面曲          |
| 14th | 2009年10月21日 | RIVER                               | RIVER                               |                    | 全版本          | ★  | A面曲          |
| 15th | 2010年02月17日 | 櫻花印記                            | 真假搖滾                            |                    | 全版本          | ★  |                |
| 16th | 2010年05月26日 | 馬尾與髮圈                          | 被盜了的唇                          | Under Girls        | 全版本          | ★  |                |
| 16th | 2010年05月26日 | 馬尾與髮圈                          | 马路须加学园顶尖蓝调                |                    | 通常盘 B 劇場盤 | ★  |                |
| 17th | 2010年08月18日 | 無限重播                            | 無限重播                            |                    | 全版本          | ★  | A面曲          |
| 17th | 2010年08月18日 | 無限重播                            | 蔬菜姊妹                            | 蔬菜姊妹           | Type-A 劇場盤   | ★  |                |
| 18th | 2010年10月27日 | Beginner                            | 哭泣的場所                          | DIVA               | 除Type-A        | ★  | Center         |
| 19th | 2011年12月08日 | 機會的順序                          | ALIVE                               | Team K             | Type-K          | ★  |                |
| 20th | 2011年02月16日 | 變成櫻花樹                          | K區域                               | DIVA               | 除Type-A        | ★  |                |
|      | 2011年04月01日 | 為了誰 -What can I do for someone?- | 為了誰 -What can I do for someone?- |                    |                 | ★  |                |
| 21st | 2011年05月25日 | Everyday、髮箍                      | 鬥魂                                |                    | Type-A          | ★  |                |
| 22nd | 2011年08月24日 | 飛翔入手                            | 飛翔入手                            |                    | 全版本          | ★  | A面曲          |
| 22nd | 2011年08月24日 | 飛翔入手                            | 不知不覺的青春                      |                    | Type-A          | ★  |                |
| 22nd | 2011年08月24日 | 飛翔入手                            | 野菜占卜                            | 蔬菜姊妹2011       | 劇場盤          |    |                |
| 23rd | 2011年10月26日 | 風正在吹                            | 纜車道                              | Under Girls 百合組 | Type-B          | ★  |                |
| 24th | 2011年12月07日 | 崇尚麻里子                          | 崇尚麻里子                          |                    | 全版本          | ★  | A面曲          |
| 24th | 2011年12月07日 | 崇尚麻里子                          | 零和太陽                            | Team K             | Type-K          | ★  |                |
| 25th | 2012年02月15日 | GIVE ME FIVE!                       | 牧羊人之旅                          | Special Girls B    | Type-B          | ★  |                |
| 26th | 2012年05月23日 | 仲夏的Sounds good!                  | 3滴眼泪                             | Special Girls      | 全版本          | ★  |                |
| 27th | 2012年08月29日 | 格子花紋                            | 如此波西米亞                        | Under Girls        | Type-B          | ★  |                |
| 28th | 2012年10月31日 | UZA                                 | 破壞&重建                           | Team K             | Type-K          | ★  |                |
| 29th | 2012年12月05日 | 永遠的壓力                          | 我們的Reason                        |                    | 劇場版          |    |                |
| 30th | 2013年02月20日 | So long!                            | 夕陽瑪麗                            | Team K             | Type-K          | ★  |                |
| 31st | 2013年05月22日 | 再見自由式                          | How come ?                          | Team K             | Type-K          | ★  |                |
| 36th | 2014年05月21日 | 拉布拉多獵犬                        | 只到今天的旋律                      |                    | 全版本          | ★  |                |

## 分組參加曲
TeamK 1st Stage 「PARTY开始了」公演
1. 裙襬飄飄
2. 星之溫度

TeamK 2nd Stage「青春女孩」公演
1. Blue rose
2. 放浪之夏

TeamK 3rd Stage「脑内天堂」公演
1. 你是天馬

向日葵组 1st Stage「我的太阳」公演
1. 向日葵

※雖然沒參加『不要叫我偶像』的分組，但以反斗小王子的身分出場。
向日葵组 2nd Stage「不要让梦想死去」公演
1. Confession

※一部份場次是與成瀨理沙一起合演。
TeamK 4th Stage「最终钟声鸣响」公演
1. 再戰

TeamB 3rd Stage「睡衣兜风」（2009年1月29日）
1. 鏡中的聖女貞德

※被降格的早乙女美樹的代演。
TeamK 5th Stage「引体后空翻」公演
1. 蟲之敘事詩

獨唱曲。
TeamK 6th Stage「RESET」公演
1. 為了明天而接吻

## 戲劇作品

### 電影
- 傳染歌（2007年8月25日上映） - 飾演 松田朱里
- 聖白百合騎士団（主演・2009年5月9日上映） - 飾演 有希恵
- 高踢少女!（2009年5月上映） - 飾演 ヘキサゴン・ピクチャーズ
- 超人力霸王傳奇（2012年3月24日上映） - 飾演 安娜
- 奴隷區:我與23人的奴隷
- マンゴーと赤い車椅子（2015年2月7日、アイエス・フィールド） - 宮園彩夏（主演）
- ギャラクシー街道（2015年10月24日） - マンモ隊員[14]
- 媚空 -ビクウ-（2015年11月14日） - 媚空（主演）
- 戰略陰謀：刺客末路（2020年6月16日） - 飾演 死亡夫人
- 戰略陰謀：失控任務（2022年8月16日） - 飾演 死亡夫人

### 電視劇
- 成爲王子的正確方法（日语：正しい王子のつくり方）（2008年1月8日 - 3月25日，東京電視台） - 飾演 桐生夏輝
- 環境超人エコガインダー（2008年9月15日，Kids Station） - 飾演 ムダーナ
- 烏龍派出所第6話（2009年9月12日，TBS） - 飾演 本人
- 上班族金太郎2（日语：サラリーマン金太郎 (永井大のテレビドラマ)）（2010年1月8日 - 3月12日，朝日電視台） - 飾演 鳥居まどか
- あり得ない! 第7話（2010年2月24日，毎日放送） -　飾演 相原香織
- 馬路須加學園 第3話 - 第5話、第7話、第8話、第11話、最終話（2010年1月22日 - 2月5日、19日、26日、3月19日、26日，東京電視台） - 飾演 雕刻
- 來自櫻花的信 ～AKB48 各自的畢業故事～（2011年2月26日 - 3月6日，日本電視台） -　饰演 秋元才加
- 致工藤新一的挑戰書（2011年4月15日，讀賣電視台） - 飾演 鈴木園子
- 馬路須加學園2 第6話 - 第8話、最終話（2011年5月20日 - 6月3日、7月1日，東京電視台） - 飾演  雕刻
- 致工藤新一的挑戰書 怪鳥傳説之謎（2011年7月7日 - 9月29日 File.5，讀賣電視台） - 飾演 鈴木園子
- NHK電視劇部幽靈對策系列（2012年3月，NHK）
  - 晨間劇殺人事件（日语：朝ドラ殺人事件）（2012年3月28日、29日） - 主演 新見美穂
  - 大河ドラマ大作戦（2012年8月26日） - 主演
  - 放送博物館危機一髪（2013年3月29日）
- 牙狼〈GARO〉-魔戒之花-（2014年8月9日，東京電視台） - 飾演  媚空
- 廣島戲劇～大和戰艦的咖哩飯（2014年11月5日，NHK BS Premium） - 主演 吳羽沙織
- ORANGE 〜1.17 命懸けで闘った消防士の魂の物語〜（2015年1月19日，TBS電視台） - 飾演  雪村華
- 紅雲町珈琲屋こよみ（2015年4月29日，NHK） - 飾演  森野久實[15]
- 思念總在分手後（日语：別れたら好きな人 (2015年のテレビドラマ)）（2015年9月28日，東海電視台） - 飾演  木原めぐみ[16]
- 山本周五郎時代劇 第2話「夜の辛夷（こぶし）」（2015年10月13日，BS JAPAN） - 飾演  阿滝[17]
- 澄和蓳 年輕了45歲的女人（2016年2月5日 - 3月25日，朝日電視台） - 飾演  由之郷千明
- Good Morning Call愛情起床號（2016年2月12日 - 2016年6月3日，富士電視台On-Demand、Netflix） - 飾演  ゆかり
- 討厭的女人（2016年3月6日 - 4月10日，NHK BS Premium） - 飾演  藤田みゆき
- 奪愛之冬（日语：奪い愛、冬）（2017年1月 ，朝日電視台） - 飾演  豊野秀子
- 羅傑疑案 黑井戶命案（2018年4月14日，富士電視台） - 飾演  本多名日香
- 鎌倉殿的13人 (2022年1月，NHK綜合頻道)   -飾演  巴御前

### 舞台劇
- おいしいタイミング（2008年6月4日 - 8日、全労済ホールスペース・ゼロ）
- AKB歌劇団「∞・Infinity」（2009年10月30日 - 11月8日、THEATRE G-ROSSO） - 村雨ルカ
- スペース・ウォーズ再演（2010年7月22日、東京グローブ座）
- アトリエ・ダンカンプロデュース音楽劇「ACT泉鏡花」（2010年10月1日 - 24日、東京グローブ座・仙台電力ホール・名鉄ホール・長崎市公会堂・京都芸術劇場春秋座・北國新聞赤羽ホール）
- 羅馬假期（2012年5月12日・13日・23日・24日・26日・27日、梅田芸術劇場・天王洲銀河劇場） - アン王女
- 国民の映画（2014年2月8日 - 3月9日、PARCO劇場 3月13日 - 16日、大阪森ノ宮ピロティホール 3月21日 - 23日、刈谷市総合文化センター 4月4日 - 6日、福岡市民会館） - エルザ

### 音樂劇
- 魔法のプリンセスミンキーモモ〜鏡の国のプリンセス〜」（2010年4月29日 - 5月5日、サンシャイン劇場） - ナイトメアー
- ACT泉鏡花（2010年10月1日 - 10日、東京グローブ座 12日、仙台電力ホール 15日、名鉄ホール 17日、長崎市公会堂 20日、京都芸術劇場春秋座 23日・24日、北國新聞赤羽ホール）
- スーパーLIVEショー「ダブルヒロイン」（2011年9月22日・24日 - 26日、品川ステラボール） - 木下レイチェル
- ロックオペラ モーツァルト（2013年2月11日 - 17日、東急シアターオーブ / 22日 - 24日、梅田芸術劇場メインホール） - コンスタンツェ
- シャーロック ホームズ2 〜ブラッディ・ゲーム〜（2015年4月26日 - 5月10日、東京芸術劇場プレイハウス） - マリア

## 電視節目
出演中的節目
- AKBINGO!（2008年10月1日 - 不定期出演、日本電視台）
- 週刊AKB（2009年7月10日 - 不定期出演、東京電視台）
- 原來如此！高校（2010年5月30日・10月9日・2011年4月21日 - 不定期出演、日本電視台）
- 爆笑 大日本アカン警察（2011年4月24日 - 不定期出演、フジテレビ）
- 微妙〜（2011年9月29日 - 不定期出演、ひかりTV）
- ハンサムキッチン（2012年4月2日 - 、フジテレビONE）
- ガチガセ（2012年4月20日　- 不定期出演、日本テレビ）
- 流行りん♥モンロー!（2012年4月23日 - 、関西テレビ）
- 火曜曲!（2012年4月24日 - 、TBS）
- ハートネットTV「ロンドンパラリンピックへの道」（2012年随時　NHK Eテレ）

過去的出演節目
- 輝け★アプリの星（2007年11月10日 - 2008年2月9日、仙台放送）
- Mu-Jack（第2代女性MC、2008年4月18日 - 2009年4月3日）
- AKB1時59分! → AKB0時59分!（不定期出演、日本電視台）
- メレンゲの気持ち（2010年5月22日）
- DERO密室遊戲大脫逃（2010年6月30日、日本電視台）
- AKB600sec.（2010年7月19日、日本電視台）
- AKB和××!（2010年8月10日·9月28日、讀賣電視台）
- 全員逃走中（2010年11月23日、富士電視台）
- AKB48神TV（家庭劇場）
  - Season1（2008年7月27日・9月14日・21日・10月12日）
  - 特別節目（2008年12月24日）
  - Season2（2009年7月10日・17日<前週的影像>・8月28日 - 9月18日）
  - Season3（2009年10月9日 - 11月13日・12月11日・18日）
  - Season4（2010年7月18日 - 8月8日）
  - 特別節目〜澳大利亞修學旅行〜（2010年9月23日）
  - Season5（2010年11月28日 - 12月19日）
  - 特別節目〜項目AKB in 澳門〜（2010年12月26日）
  - Season6（2011年5月1日・8日、家庭劇場）
- G.I.ゴロー（不定期出演、TBS）
- 熱血BO-SO TV（2010年4月3日 - 2011年2月26日 不定期出演、千葉電視台）
- AKB-級グルメスタジアム（2010年6月27日・8月15日、食と旅のフーディーズTV）
- 森田一義アワー 笑っていいとも!（2010年10月4日 - 2011年3月28日（毎週星期一）2011年4月6日 -  2011年9月28日（毎週星期三）2011年10月7日 - 2012年3月30日（毎週星期五）、富士電視台）
- 笑っていいとも!増刊号（2010年10月10日 -  2012年4月1日、富士電視台）
- サタデーバリューフィーバー（2011年4月24日）
- Ultimate Beastmaster （日本主持，2017年2月）

### 音樂節目
- mu-Jack（2008年4月18日 - 2009年4月3日、關西電視台）

## 廣播節目
- AKB48 明日までもうちょっと。（2007年10月1日 - 不定期出演、文化放送）
- オダイバファイティーン（2009年4月9日 - 2010年4月8日、decs東京灣攝影棚）
- リッスン? 〜Live 4 Life〜（2010年4月6日 - 27日・7月6日 - 27日、文化放送） - 4月度・7月度星期二。
- AKB48のオールナイトニッポン（2010年5月14日 - 不定期出演、日本放送）
- AKB48秋元才加・宮澤佐江のうっかりチャンネル（2010年10月7日 - 2011年9月29日、文化放送）
- 千葉ドリーム!もぎたてラジオ（2011年7月3日 - 、TBS廣播） - 千葉資訊站担当
- ViVADiVA!（2011年10月6日 - 、文化放送）
- AKB48的「我們的故事」（NHK-FM頻率）
  - 「みんなにありがとう」、「不思議の国の、アツコ」、「10年後」（2010年8月14日）
  - 第4話「遠い灯り」（2011年4月29日）
  - 第5話「DiVA〜歌姫」、第6話「シンデレラの涙」主演（2011年5月13日）
  - 第14話「夏休みミステリースペシャル 犯人はだれだ?」（2011年8月19日）
  - 第23話「クリスマス・スペシャル『上から降りてきたマリコ』」（2011年12月23日）
  - 第29話「Lost the way」主演（2012年3月30日）
- 秋元才加のWeekly Japan!!（2016年4月2日 - ）
- 今後，要做什麼？（2016年8月15日、2017年2月3日，FM東京） - 代班高橋南

## 書籍

### 雑誌連載
- Numéro TOKYO（2012年1月28日 - 、扶桑社） - 「TOKYO〜秋元才加のモードな女道〜」を連載。

### 寫真集、日曆
- 秋元才加 2011年日曆（2010年9月30日、ハゴロモ）
- 秋元才加 2012年日曆（2011年11月19日、ハゴロモ）
- 秋元才加 2012 TOKYOデートカレンダー（2011年11月29日、ハゴロモ）
- 講談社MOOK 東京マラソン2012 公式ガイドブック（2011年12月6日、講談社） - インタビュー収録

## 得獎經歷
2015年
- 第3回 JAPAN ACTION AWARS　最佳動作女演員 （媚空 -ビクウ-）

## 外部連結
- 中文官網 （页面存档备份，存于）（中文）
- （日語）FLAVE ENTERTAINMENT 個人資料 （页面存档备份，存于）
- （日語）秋元才加官方部落格「不器用直率」 （页面存档备份，存于）（2011年6月20日 - ）
- （日語）1LDK6人暮らしのブログ 秋元才加・梅田彩佳・奥真奈美・小林香菜・増田有華・宮澤佐江Blog （页面存档备份，存于）（2010年3月23日 - 2011年6月20日）
- （日語）秋元才加的X（前Twitter）
- （日語）秋元才加的Facebook專頁
- （日語）秋元才加的Instagram帳戶